# Chiavenna
Chiavenna (lateinisch und rätoromanisch Clavennaⓘ, lombardisch Ciavéna, deutsch veraltet Cläven, Cleven oder Kleven) ist eine italienische Gemeinde (comune) und eine Kleinstadt in der Provinz Sondrio, die zur Region Lombardei gehört.
Die Kleinstadt Chiavenna ist für ihren historischen Stadtkern bekannt. Sie ist Mitglied der Cittàslow, einer 1999 in Italien gegründeten Bewegung zur Entschleunigung und Erhöhung städtischer Lebensqualität.

## Lage und Einwohner
Das von der Mera durchflossene Chiavenna liegt rund 17 km nördlich des Comer Sees und rund 60 Straßenkilometer nordwestlich von der Provinzhauptstadt Sondrio. Von Norden, aus dem Val San Giacomo fließt der Liro bei Chiavenna in die Mera.
Das Gemeindegebiet umfasst die Berghänge auf beiden Seiten des Tales mit dem Pizzo Parandone (auch Pizzo Perandone genannt) (2455 m) im Norden und der Alp Mondate bzw. der Alp Primalfieno im Süden. Nördlich Chiavenna liegt das Bergdorf Pianazzola (635 m) und südlich das Bergdorf Uschione (832 m). Sie hat 7249 Einwohner (Stand 31. Dezember 2023).

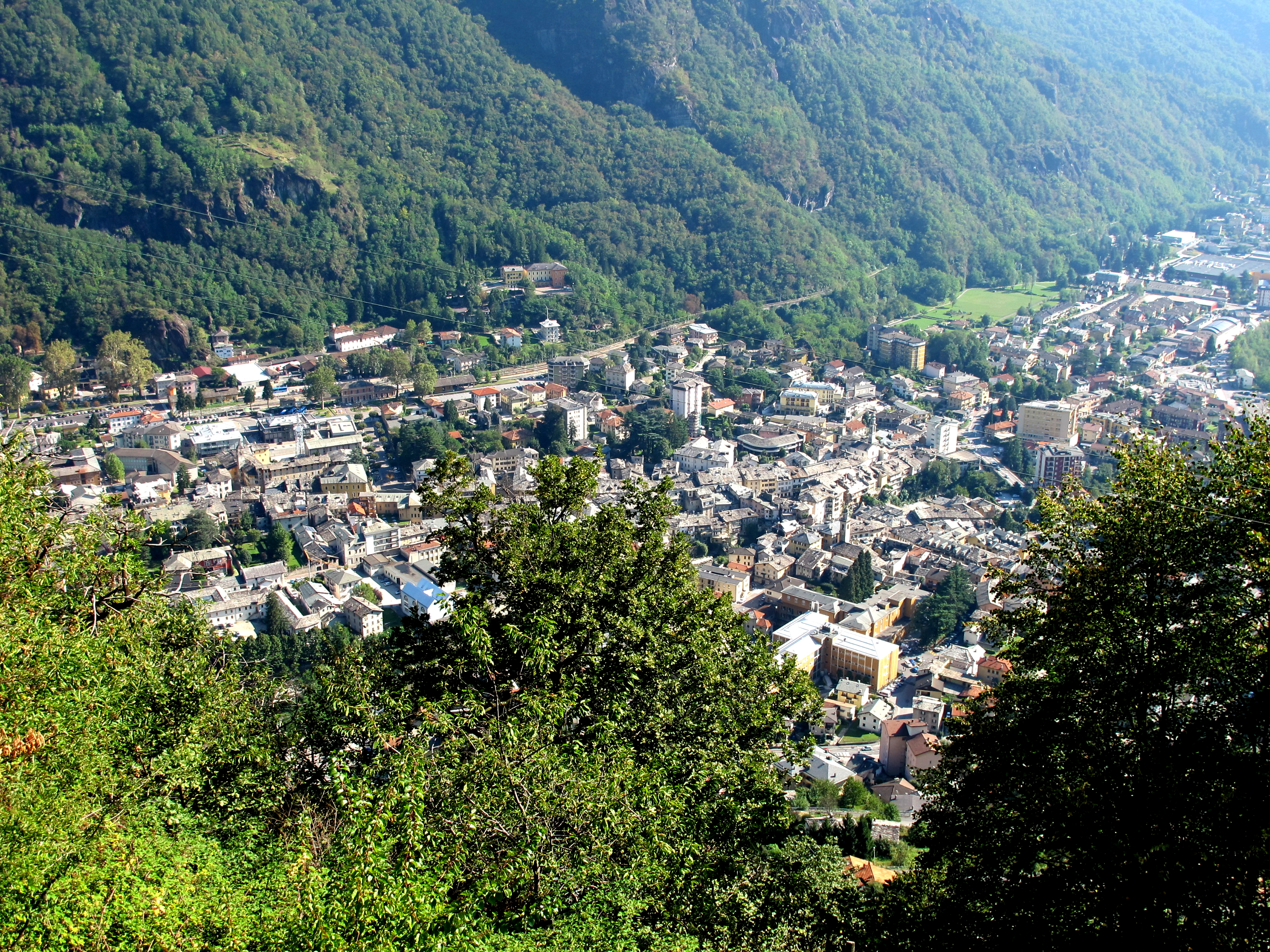
Panorama

### Valchiavenna
Chiavenna ist Zentrum des Valchiavenna, das aus dem unteren Bergell (bis Castasegna), dem Val San Giacomo und dem eigentlichen Val Chiavenna (südlich von Chiavenna bis Pian di Spagna) besteht.

### Einbettung in umliegende Gebiete
In Chiavenna verzweigt sich die Talstrasse in zwei schon von den Römern genutzte Alpenübergänge. Der eine führt nördlich durch das Valle San Giacomo über den Splügenpass nach Chur; diese Passstraße wurde 1822 eröffnet. Der andere führt zunächst nach Osten durch das Bergell (Val Bregaglia) und verzweigt dann: die von den Römern genutzte Strecke führte von Casaccia am Fuße des letzten Aufstiegs des Malojapasses über den Septimerpass (bis heute nur ein Saumpfad) nach Bivio auf der Julierroute. Als Straße ausgebaut ist dagegen die Strecke über den Malojapass und dann weiter über den Julierpass nach Chur und durch das Engadin. Chiavennas größte Nachbargemeinden sind Piuro und Prata Camportaccio. Mit diesen beiden Orten bildet Chiavenna ein Siedlungsgebiet von rund 12.000 Einwohnern.
In Chiavenna befindet sich der nördliche Endbahnhof der von der Rete Ferroviaria Italiana betriebenen Bahnstrecke Colico–Chiavenna.

## Geschichte

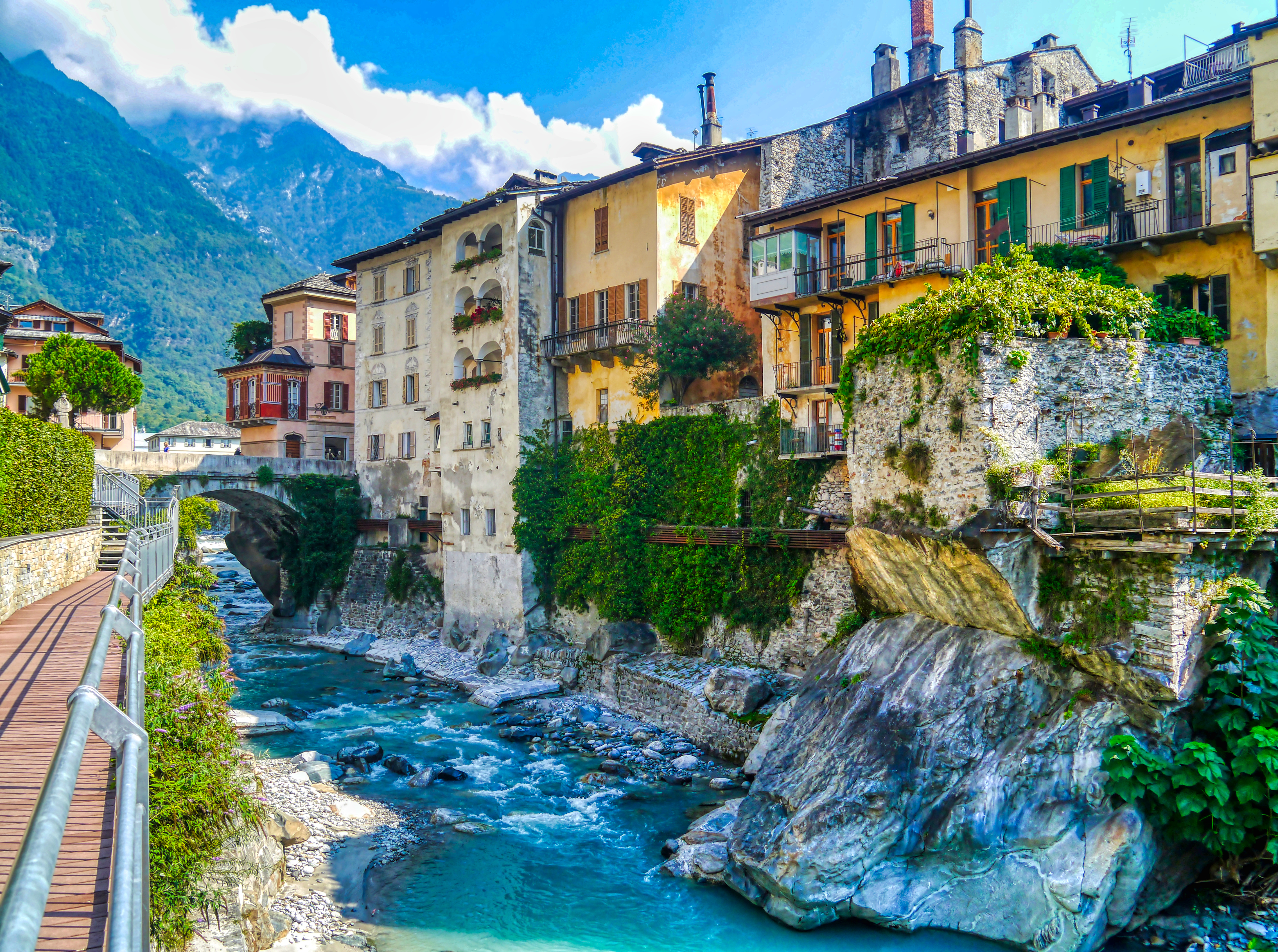
Chiavenna an der Mera

### Römerzeit
Clavenna, wie Chiavenna zur Römerzeit hieß, wurde 16 vor Christus von Augustus’ Truppen erobert. Die Römer bauten von dort zwei Straßen über die Alpen, über den Splügen- und den Septimerpass, nach Chur. Bis in die Spätantike gehörte Chiavenna zur Provinz Gallia Transpadana, dann wurde sie im Rahmen der Reichsreform von Diokletian nach 295 n. Chr. der Provinz Liguria et Aemilia zugeteilt. Wie die benachbarte Provinz Raetia blieb sie Teil der Dioecesis Italiae bzw. der Dioecesis Italiae Annonariae.

### Mittelalter
Zusammen mit dem Veltlin und Rätien wurde Chiavenna nach dem Ende des Römischen Reiches Teil des Reiches der Ostgoten. Nach 552 übernahm das Oströmische Reich die Herrschaft, die erst im 7. Jahrhundert durch die Langobarden beendet wurde. In den 770er Jahren fiel die gesamte Region ans Frankenreich. Der ostfränkische König Otto I. zog um 960 die Grenze zwischen dem Bistum Como und dem Bistum Chur bei Villa nahe Chiavenna, wobei das Bergell an Chur und Chiavenna an Como fielen. Otto hielt sich wahrscheinlich selbst 961 in der Stadt auf, als er über den Septimerpass nach Rom zur Kaiserkrönung zog.
1030 erhielt Chiavenna vom Bischof von Como das Stadtrecht. Im Streit zwischen den Konsuln von Chiavenna und dem Bischof entschied Kaiser Friedrich I. am Ulmer Hoftag 1157, dass Chiavenna ein Reichslehen sei und dem Herzogtum Schwaben unterstehe. Im Jahre 1176 soll hier der angebliche Kniefall von Kaiser Friedrich I. (Barbarossa) vor seinem Vetter Heinrich dem Löwen stattgefunden haben. 1178 stießen Truppen des Churer Bischofs über die Alpen bis nach Plurs vor und beanspruchten Chiavenna ab 1194 für sich. Bis über die Stauferzeit hinaus war der Ort Bestandteil des Herzogtums Schwaben.
1335 ging das Veltlin an die Visconti in Mailand über, die den Contado von Chiavenna vom Churer Bischof erwarben. Seit Anfang des 14. Jahrhunderts gehörte die Familie von Salis zu den bedeutendsten Grundherren in Chiavenna. Während des 15. Jahrhunderts war Chiavenna Lehensgebiet der Balbiani aus Varenna. Ausgelöst durch einen Aufruf von Papst Innozenz VIII. bekämpfte 1486 ein Bündnerheer die Sforza, die die Visconti abgelöst hatten, und sie steckten Chiavenna in Brand. Ludwig der Mohr, Herzog von Mailand, kam zu Hilfe und ließ 1488 bis 1492 Befestigungsmauern um Chiavenna und weitere Zentren des Veltlins errichten. In den Mailänderkriegen gelang 1512 bis 1531 den Drei Bünden unter Conrad von Planta die Eroberung von Cläven zusammen mit Bormio (Worms) und dem Veltlin (Valtellina) als gemeinsames Untertanengebiet.

### Reformation
Ab 1542 bildete sich in Chiavenna eine evangelische Gemeinde unter dem Lehrer Francesco Negri und dem aus Mailand geflüchteten Theologen und Reformator Agostino Mainardi, der in engem Kontakt mit dem Zürcher Reformator Heinrich Bullinger und unter dem Schutz der Herren von Salis stand.  Viele von der katholischen Inquisition verfolgte evangelische Glaubensflüchtlinge aus Italien kamen ins Veltlin, weil hier seit 1526 die Religionsfreiheit galt. Etliche schlossen sich der neuen reformierten Kirche an, der zeitweilig ein Drittel der Bevölkerung angehörte. Zu den Flüchtlingen gehörten auch Rationalisten, Unitarier und Täufer, was zu weiteren Auseinandersetzungen, Streitigkeiten und Spaltungen führte. So kam auch der italienische Lehrer und antitrinitarische Täufer Camillo Renato nach Chiavenna, der Sonderlehren vertrat, das Abendmahl nur als Erinnerungszeichen verstanden haben wollte und 1550 ausgeschlossen wurde. 1554 war der Reformator Bernardino Ochino Prediger, 1563–1568 der Reformator Girolamo Zanchi Pfarrer in der Stadt. Nach dem Ilanzer Edikt von 1557 wurde in drei Kirchen der Stadt der reformierte Gottesdienst eingeführt. Der Reformator Locarnos und des Misox Giovanni Beccaria weilte 1561–1571 hier.
Die Stadt Chiavenna wurde zunehmend zur Zwischenstation des Textil- und Lebensmittelhandels von Venedig und Bergamo nach Zürich und umgekehrt. Die Patrizierfamilie Pestalozzi mit ihren Kontakten nach Zürich und Glaubensflüchtlinge aus Locarno spielten dabei eine wesentliche Rolle.
Seit dem Veltliner Mord von 1620 an Protestanten konnten sich die Katholiken im Rahmen der Gegenreformation wieder durchsetzen. 1629 brachten Landsknechte die Pest ins Gebiet. Ab 1639 waren gemäß dem Mailänder Kapitulat Nichtkatholiken der Aufenthalt in Chiavenna nicht mehr gestattet.
Danach wurden die Stadtkirchen wieder aufgebaut und zwei Klöster gegründet.

### 18. Jahrhundert
1715 löste Österreich die Spanier im Herzogtum Mailand ab. Das Herzogtum schloss 1762 mit Graubünden einen Vertrag ab, der den Geheimartikel enthielt, dass die Protestanten doch die Niederlassungsfreiheit erhalten sollten.
Die Talschaften von Chiavenna wurden 1797 Teil der Cisalpinischen Republik und sodann des 1805 entstandenen Königreichs Italien.

### Königreich Lombardo-Venetien
Nach dem Sturz Napoleons wurde Chiavenna von 1815 bis 1859 Teil des österreichischen Königreiches Lombardo-Venetien (Regno Lombardo-Veneto). Von 1818 bis 1822 dauerte der Bau der neuen Straße über den Splügenpass. Wenig später begann die industrielle Entwicklung mit Bierbrauereien und Baumwollspinnereien. 1835 waren in Chiavenna zehn Speditionshäuser ansässig. In der österreichischen Zeit wurden in jedem Dorf Schulen gebaut und der Schulunterricht wurde auch für Mädchen obligatorisch: die lombardischen Untertaninnen der österreichischen Monarchie waren somit die ersten alphabetisierten italienischen Frauen, lange vor jenen in den andern italienischen Regionen.
In dieser Zeit konnte ein Bürger aus Chiavenna in Innsbruck, Wien, Prag und Budapest studieren und promovieren; er konnte Offizier im kaiserlichen Heer oder Beamter in der österreichischen Administration werden; und seine Adelstitel konnten authentifiziert und bestätigt werden.

### 20. Jahrhundert
Im 20. Jahrhundert befand sich in Chiavenna der Schreibmaschinenhersteller Industria Meccanica di Chiavenna S.p.A. Das Unternehmen wurde 2010 aus dem Handelsregister gestrichen.

## Etymologie
Italienische Linguisten interpretieren den Namen Chiavenna aus dem lateinische CLAVIS „Schlüssel“, der den Zugang zwischen Norden und Süden öffnet. Das ist möglicherweise eine Paretymologie, obwohl die Wortbedeutung von clavis unabhängig von der Form eines Schlüssels eindeutig ist, auch der Stamm CLAV- im lateinischen Verb claudere „verschließen“ vorkommt. CLAV-ENNA enthält möglicherweise das vorlateinische (nicht keltische) Etymon *KLAVA „Bergsturz, Geröllhalde“.
Die Mera, der reissende Fluss, der die Stadt durchströmt, kommt ebenfalls vom vorlateinischen (nicht keltischen) *MARA, ein Flussname, den man in Norditalien und im Tessin oft findet (so die Mara, die sich in Maroggia in den Luganersee stürzt, und Val Mara in Poschiavo, Locarno, Verzasca, Blenio). Das Suffix -ENNA entstammt nicht dem Etruskischen – wie italienische Linguisten behaupten – da zahlreiche norditalienische Siedlungen (VARENNA am Comer See, SCARENNA; SESVENNA im Piemont) und sogar (CLARENNA, Tabula Peutigeriana) in Südschwaben dieses vorlateinische wahrscheinlich ligurische Suffix tragen.

## Sehenswürdigkeiten
Am bekanntesten ist das Castello, der alte Palazzo Balbiani. Chiavenna hat einen monumentalen Friedhof, enge Straßen und Gässchen und mehrere Kirchen (San Lorenzo, Santa Maria, San Bartolomeo). Die Stiftskirche San Lorenzo ist das wichtigste religiöse Gebäude der Stadt. Sie wurde im 5. Jahrhundert erbaut, aber in den folgenden Jahrhunderten erweitert. Die dreischiffige Stiftskirche weist Fresken aus dem 18. Jahrhundert auf, und der Säulengang wurde im selben Zeitraum von tessinischen Meistern errichtet. Das Baptisterium hingegen geht auf das 13. Jahrhundert zurück. Das Schatzmuseum von Chiavenna befindet sich im Komplex der Stiftskirche und beherbergt unter anderem die Pace di Chiavenna, ein bedeutendes Beispiel für die mittelalterliche Goldschmiedekunst. Zu den weiteren im Museum aufbewahrten Werken gehört eine gemalte Hochzeit der Heiligen Katharina, die der Schule von Ambrogio Arcimboldi zugeschrieben wird und die einst als Altarbild für den Altar der Heiligen Katharina in derselben Stiftskirche von Chiavenna diente.
Eine Altstadtgasse endet am Torbogen Santa Maria. Der botanische Garten Paradiso lädt zu ausgedehnten Spaziergängen ein, die besonders im Frühjahr reizvoll sind und die von dem hohen Felsen einen schönen Blick über die Stadt bieten. Im Kreuzgang von San Lorenzo steht ein Taufbecken aus dem 12. Jahrhundert, und in der Nähe ist das Museum del Tesoro. Auf der Merabrücke steht eine Nepomukstatue. In Chiavenna befindet sich ein Feuerwehrmuseum, das „Museo del Corpo Civici Pompieri della Valchiavenna“. Es wird vom Italienischen Innenministerium betrieben und untersteht dem „Dipartimento dei Vigili de Fuoco, del Soccorso Pubblico e della Difesa Civile“ also der „Abteilung für Feuerwehren, öffentliche Rettung und Zivilschutz“ des Ministeriums.
Etwa drei Kilometer vom Stadtzentrum, in Borgonuovo di Piuro befinden sich die Wasserfälle von Acquafraggia. Östlich an die Stadt grenzend, im „parco delle marmitte dei giganti“ bzw. „riserva naturale Marmitte dei Giganti“ können eiszeitliche Gletschermühlen besichtigt werden.

## Söhne und Töchter der Stadt
- Johannes de Clera 1168 und 1193, als Vermittler des Comune di Chiavenna im Cartario pagense di Chiavenna, Ahnherr der Familie Della Clara (17. Jahrhundert).
- Blasius Pellizzari (* um 1495 in Chiavenna; † nach 1539 ebenda), Podestà von Plurs.[18]
- Johan Stephan Pellizzari (* um 1530 in Chiavenna; † 1593 in Basel), Seidenhändler in Basel.[19]
- Johann Baptist Stoppa (* 1624 in Chiavenna; † 1692 in Steenkerke), Militär, Brigadier[20]
- Francesco Mitta (1662–1721), Barockbaumeister, ging etwa 1690 nach Norddeutschland; eine Straße in Chiavenna ist nach ihm benannt.
- Johann von Salis (Soglio) (* 28. Januar 1776 in Chiavenna; † 23. August 1855 in Modena), Landammann des Oberen Bergell, Bündner Grossrat, Klein Rat, Oberhofmeister in den Dienst des Erzherzogs von Österreich-Este in Modena.[21]
- Rudolf Maximilian von Salis Soglio (* 5. Februar 1785 in Chiavenna; † 16. März 1847 in Chur), Landammann des Bergells-Unterporta.[22]
- Maurizio Quadrio (1800–1876), Journalist, Politiker und Freiheitskämpfer.
- Aristide Baragiola (1847–1928), Lehrer, Germanist, Romanist, Volkskundler, Dozent an der Universität Straßburg und Professor an der Universität Padua.
- Giovanni Bertacchi (1869–1942), Dichter, Romanist, Italianist und Literaturwissenschaftler.
- Giuliano Pedretti (senior) (* 1871 in Chiavenna; † 1911 in Samedan), Künstler. Maler. Grossflächige Wanddekorationen in öffentlichen Gebäuden und Hotels, grossformatige Porträts berühmter Bündner Männer[23]
- Clyde Geronimi (1901–1989), ausgewandert 1908, Trickfilmzeichner und Regisseur der Walt Disney Studios.
- Ima Agustoni (1935–2017), Schauspielerin und Moderatorin.
- Guido Manusardi (* 1935), Jazz-Pianist.
- Guido Scaramellini (* 1943), Sekundarlehrer, Lokalhistoriker und Publizist.[24]
- Wanda Guanella (* 1944), Malerin, Graphikerin und Publizistin.[25]
- Guglielmo Scaramellini (* 1947), Dozent der Geographie an der Universität Turin, Universität Modena und Universität Mailand und Publizist.[26]

## Andere Persönlichkeiten
- Ruggero Rusca (≈1185–1257), Stammvater der Familie, Bürger von Como, Podestà von Chiavenna[27]
- Simone Rusca (≈1268–nach 1340), Sohn von Pietro, Podestà von Novara und von Chiavenna[28]
- Giovanni (Zanino, Ravizza) Rusca (≈1270–1334), Sohn von Pietro, Podestà von Veltlin, von Mailand, von Chiavenna, Hauptmann der Grafschaft Chiavenna und Mitherr von Bellinzona mit Franchino[29]
- Agostino Mainardi (1482–1563), Reformator und evangelischer Pfarrer 1542–1563 in Chiavenna.
- Bernardino Ochino (1487–1564), Reformator und evangelischer Pfarrer 1554 in Chiavenna.
- Francesco Negri (1500–1563), italienischer Benediktinermönch, Humanist, Lehrer, Schriftsteller und Reformator.
- Camillo Renato (latinisiert: Camillius Siculus; um 1500–1575), ein Franziskaner, katholischer Theologe, später evangelischer Lehrer und antitrinitarischer Täufer aus Italien, der 1547–1551 vorwiegend im Chiavenna wirkte.
- Francesco Stancaro (1501–1574), italienischer Humanist, Mediziner, Hebraist, unitarischer Theologe und Reformator, weilte als Glaubensflüchtling 1542–1544 und 1547–1548 in Chiavenna.
- Giovanni Beccaria (1508–1580), Reformator, evangelischer Pfarrer 1561–1571 in Chiavenna
- Girolamo Zanchi (1516–1590), Reformator, evangelischer Pfarrer 1563–1568 in Chiavenna.
- Francesco Robbiano (* um 1585 in Lugano; † um 1620 ebenda), Priester, Musiker, Organist und Komponist, 1605–1610 war er Organist in Chiavenna.[30][31]
- Giovanni Battista Macholino (* um 1610 in Val San Giacomo; † nach 1656 in Pleif ?), Künstler, Maler aus dem Val San Giacomo bei Chiavenna. Er schuf ein Freskenzyklus in der Kirche Sant’Andrea bei Chiavenna, signiert und 1632 datiert. Im Jahr malte er 1656 ein monumentales Ölgemälde Seeschlacht bei Lepanto in der Kirche Sogn Vintschegn in Fraktione Pleif der Gemeinde Vella im Val Lumnezia[32]
- Maria Laura Mainetti (1939–2000). Erlitt am 6. Juni 2000 in Chiavenna den sogenannten "Märtyrertod", Seligsprechung am 6. Juni 2021.

## Bilder

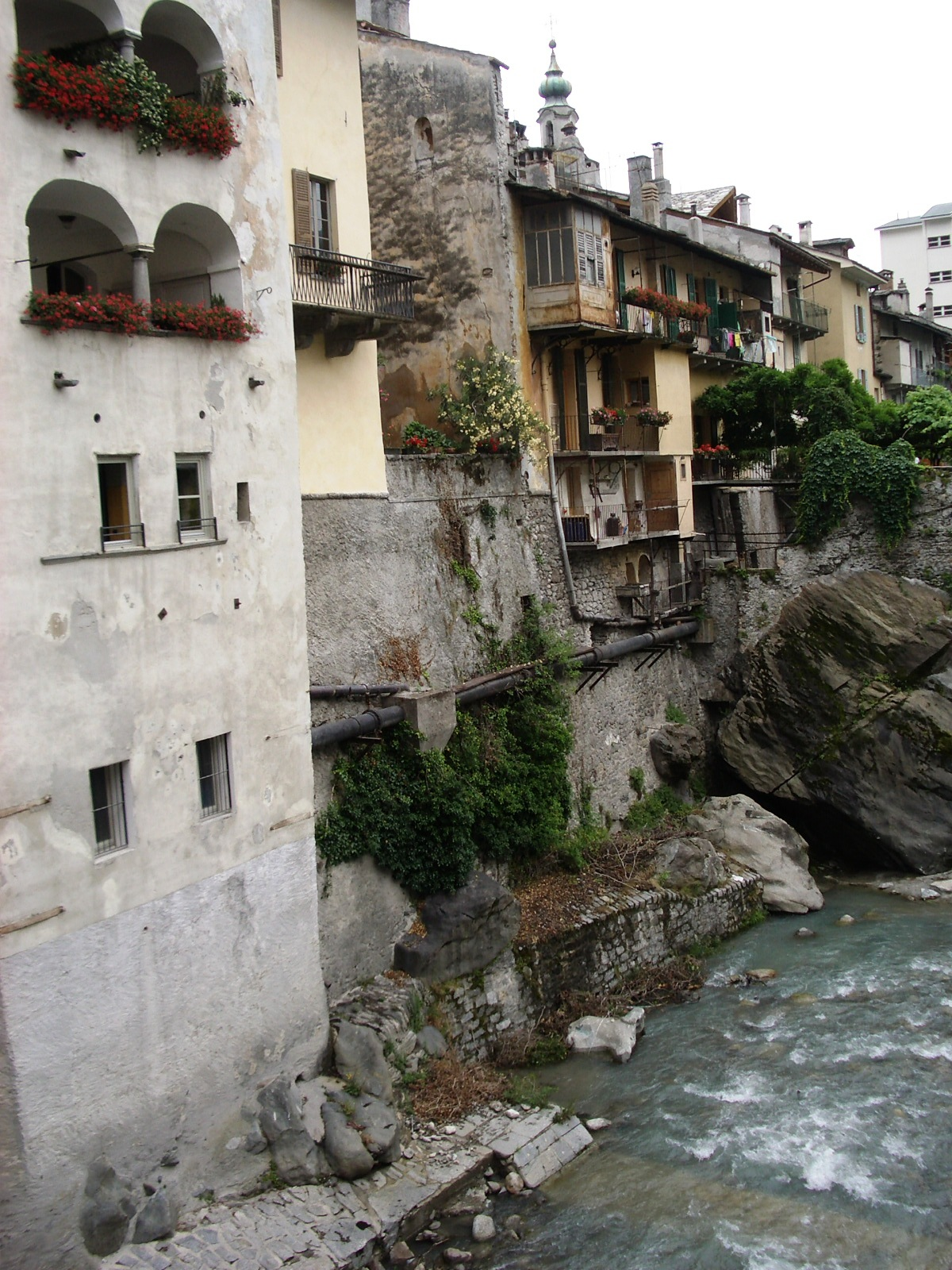
Häuserreihe an der Mera
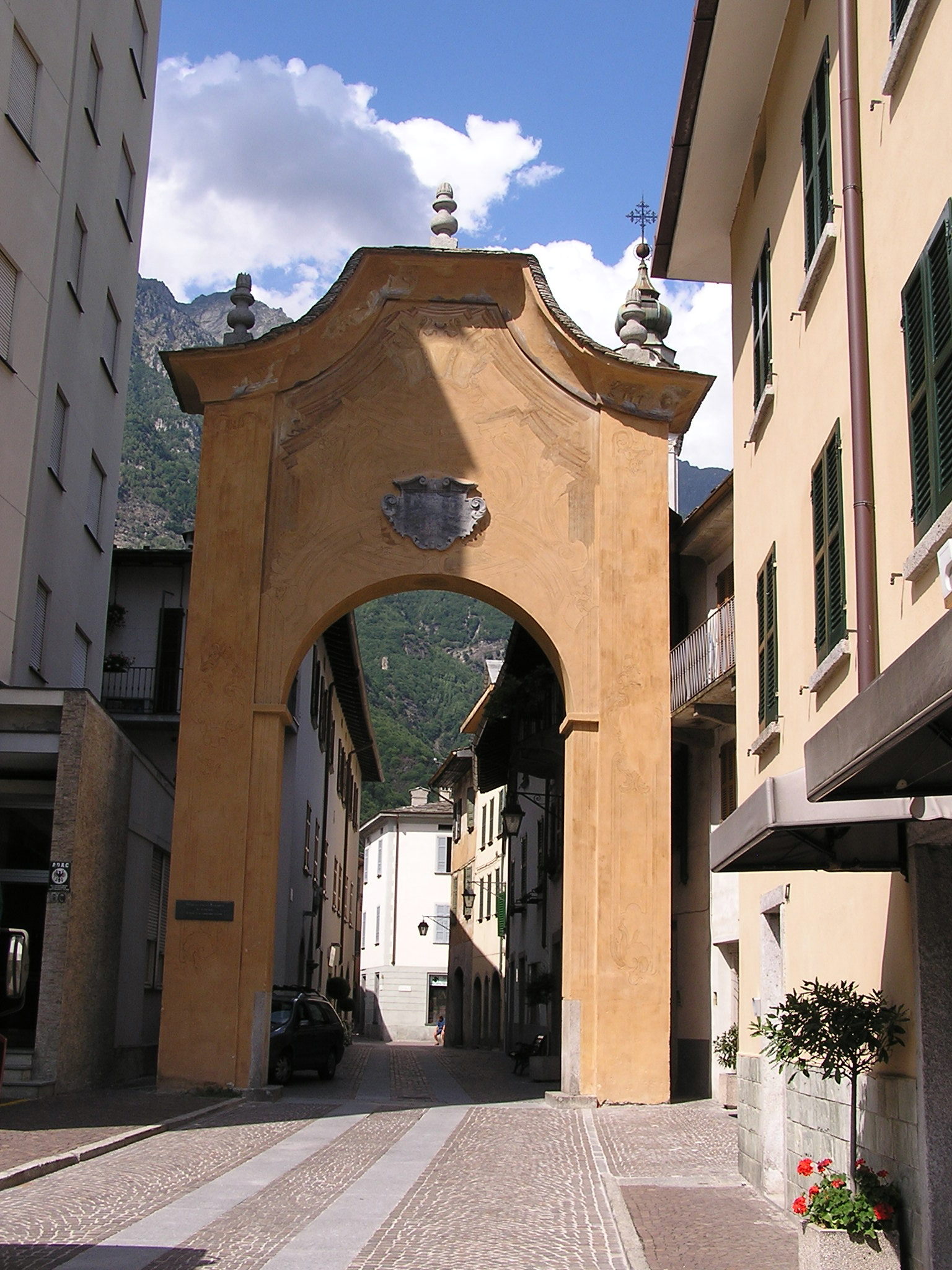
Torbogen 'Santa Maria'
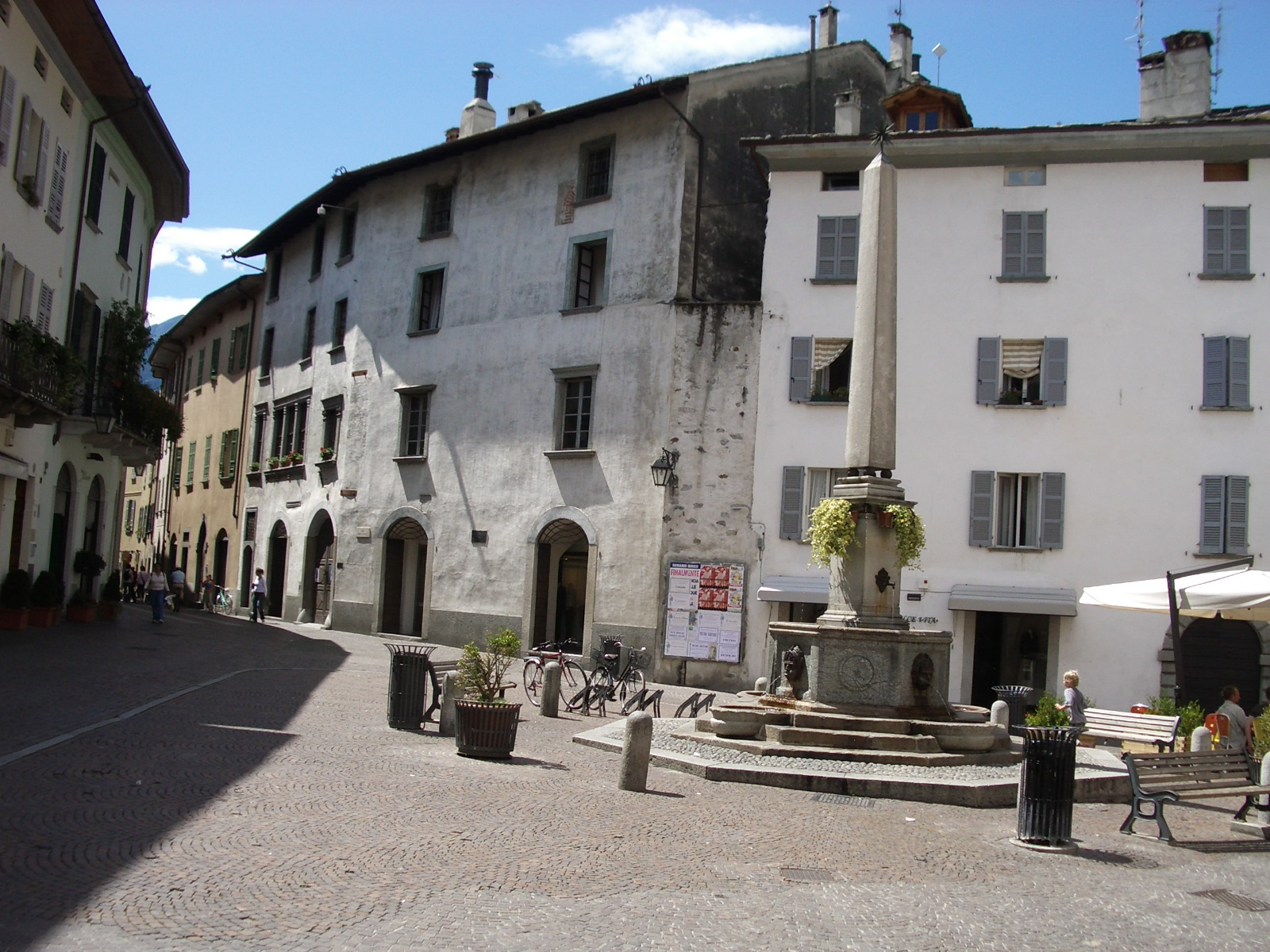
Casa Pestalozzi
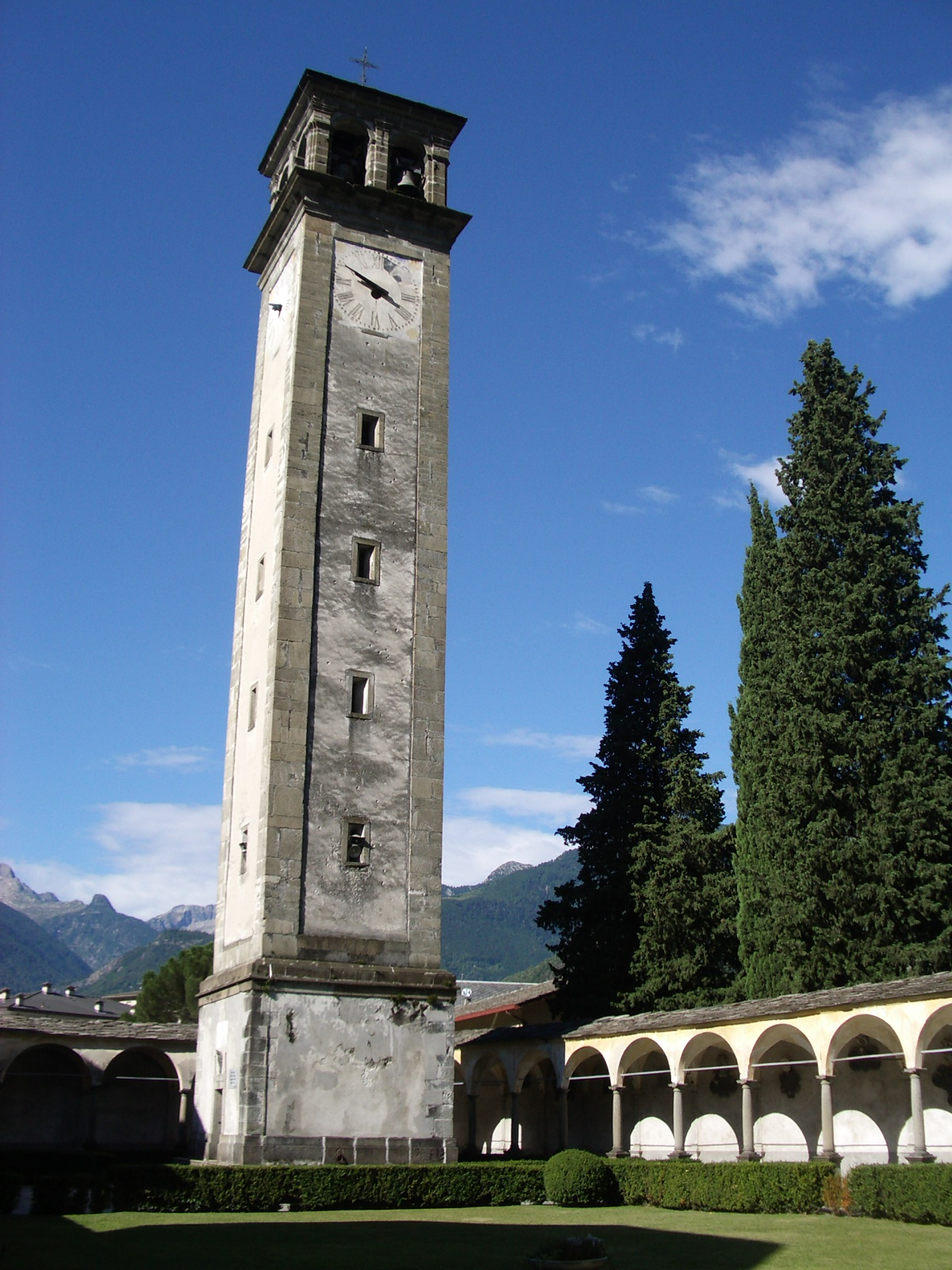
San Lorenzo
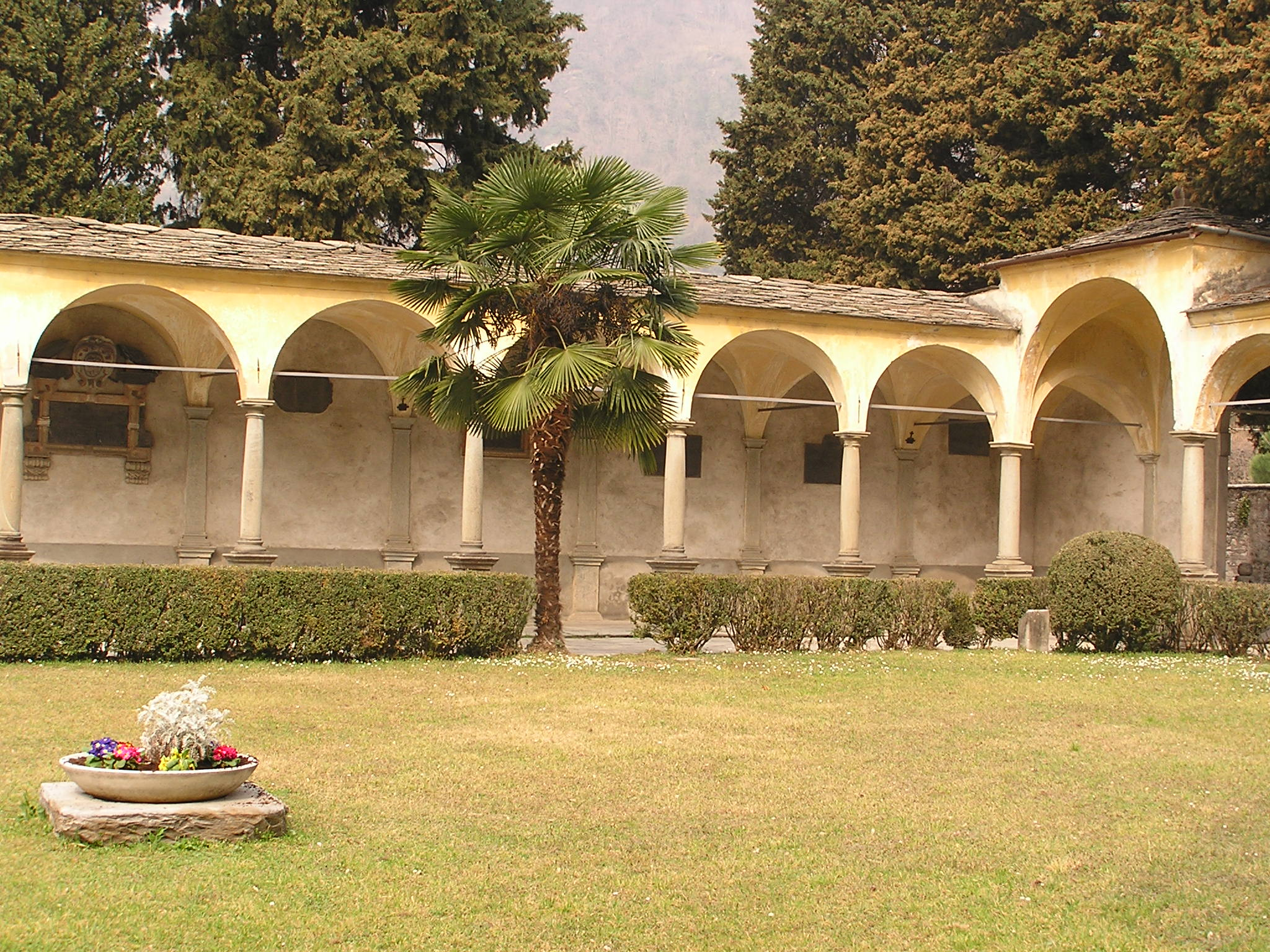
Kreuzgang von San Lorenzo
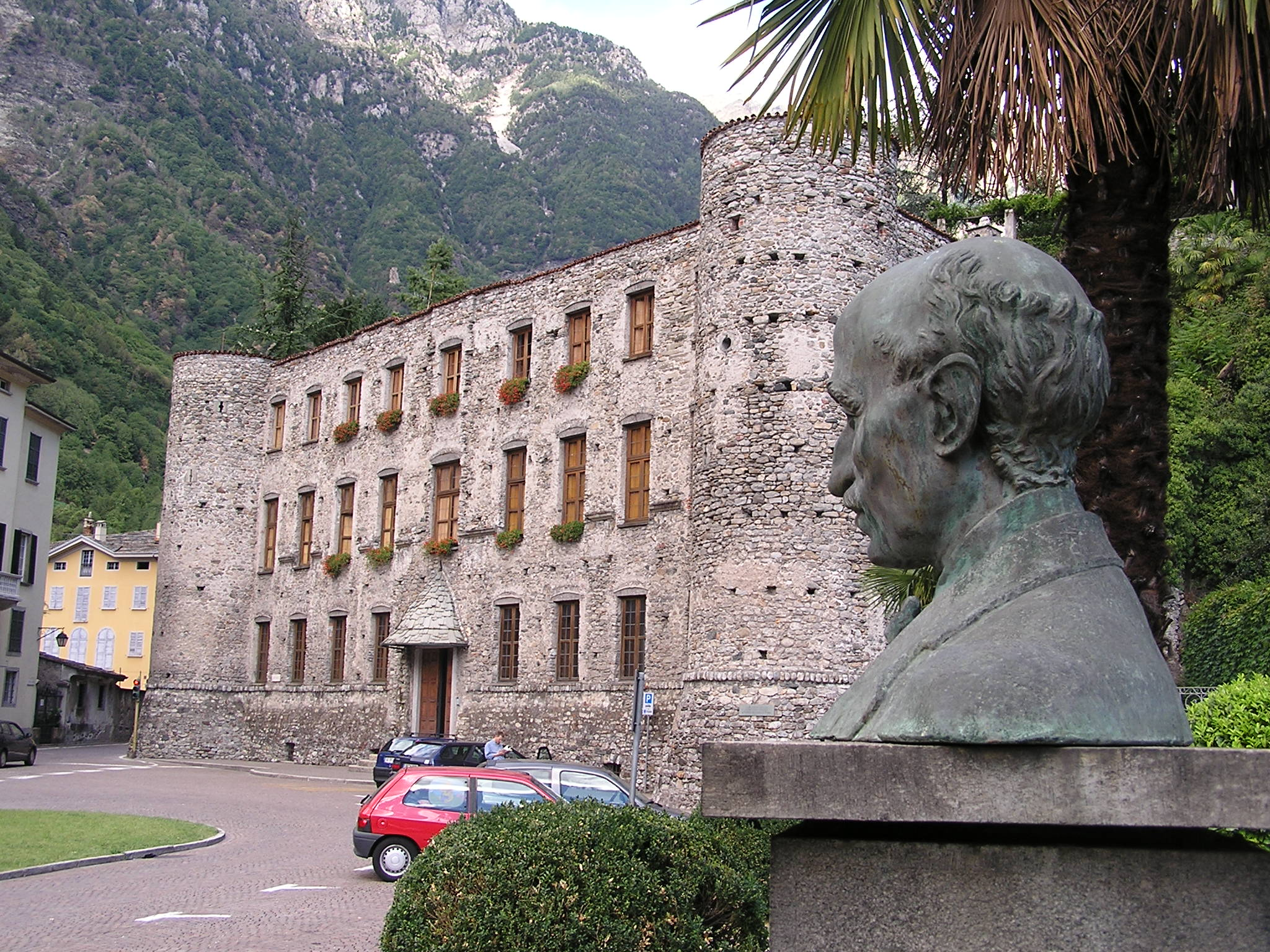
Il Castello
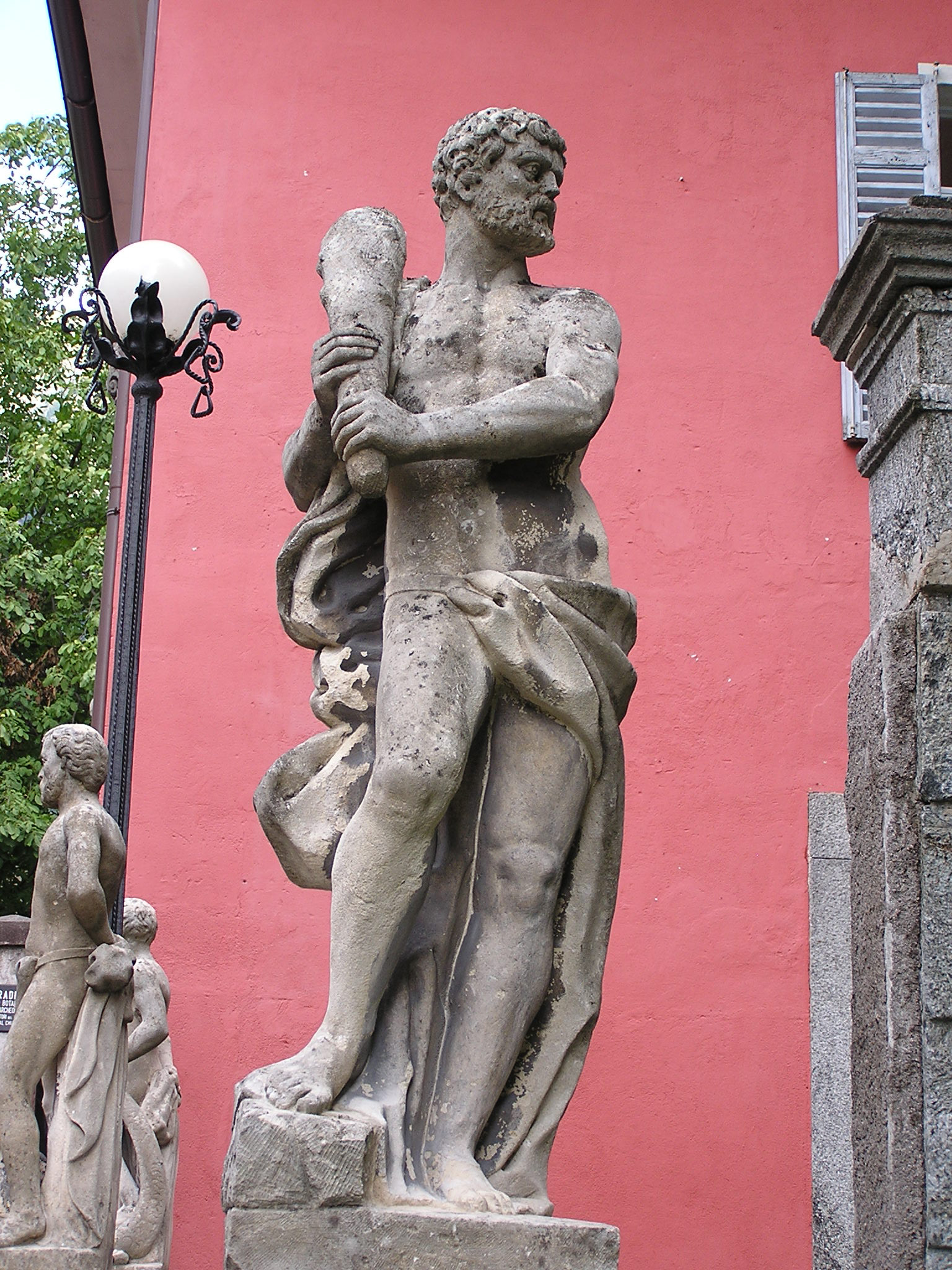
Botanischer Garten
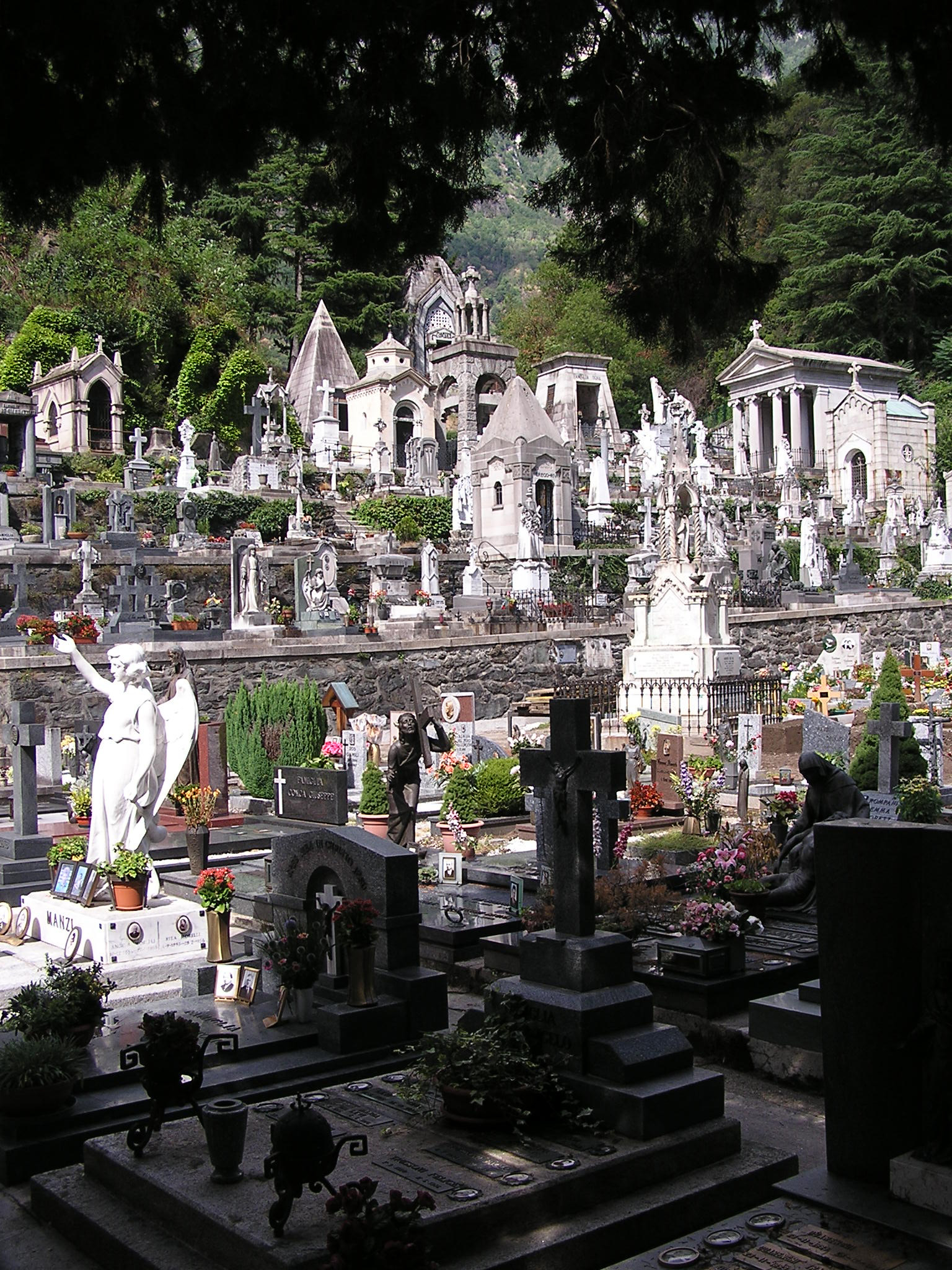
Friedhof